# Belegstelle (Bienenzucht)

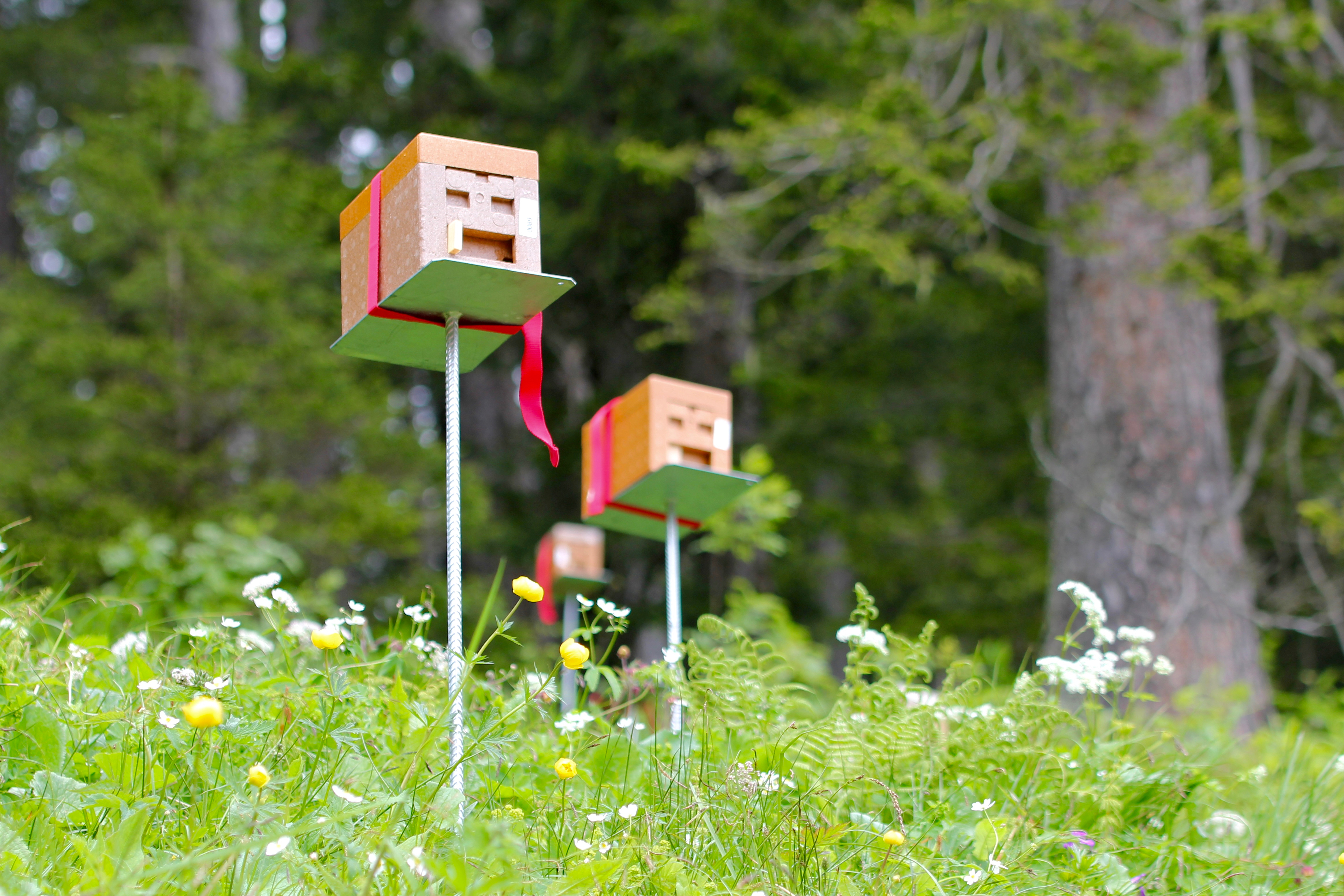
Begattungskästchen auf der Hochgebirgsbelegstelle für Mellifera-Bienen im Sernftal in der Schweiz

Eine Belegstelle ist ein Aufstellungsort für junge, unbegattete Bienenköniginnen und Drohnen derselben Bienenrasse zur gezielten Zucht von Honigbienen.

## Beschreibung
Auf einer Belegstelle werden in so genannten Begattungskästchen kleine Begattungsvölker mit jeweils rund 1000 Arbeiterinnen und einer jungen, unbegatteten Bienenkönigin aufgestellt – aber ohne Drohnen. Die Bienenkönigin soll von hier aus während zwei bis drei Wochen ihre Hochzeitsflüge zu Drohnensammelplätzen unternehmen, wo sich in etwa zehn Meter Höhe bis zu 20.000 Drohnen sammeln. Dort wird jede Bienenkönigin von rund 15 Drohnen begattet.
In einiger Entfernung werden zu diesem Zweck Vatervölker derselben Bienenrasse aufgestellt, die mit ihren vielen reinrassigen Drohnen für die väterlichen Erbanlagen sorgen sollen. Eine hohe Drohnendichte auf der Belegstelle verkürzt die Flugweite und Flugdauer der Königinnen bei den Paarungsflügen und beeinflusst damit das Begattungsergebnis positiv, zeigten Untersuchungen des Bieneninstitutes Kirchhain.
Damit die Begattung nicht durch unerwünschte Drohnen einer anderen Bienenrasse erfolgt, liegen die Belegstellen in einem von anderen Honigbienen isolierten Gebiet. Idealerweise werden die Belegstellen durch einen bienenfreien Schutzgürtel mit 7 Kilometer Mindestradius geschützt. Ergänzend können außerhalb des Schutzgürtels die Bienenstände mit reinrassigen Völkern derselben Bienenrasse besetzt werden.
Die Begattungskästchen enthalten neben einem Futtertrog für Futterteig drei kleine Kunststoff-Rähmchen mit Waben. Nach zwei bis drei Wochen kann der Bienenzüchter auf diesen Brutwaben kontrollieren, ob die Begattung funktioniert hat und die Königin in Eiablage gegangen ist.

## Belegstellenarten nach geografischer Lage
Je nach geografischer Lage sind Belegstellen so genannte Landbelegstellen (im Binnenland), Inselbelegstellen (auf Nord- oder Ostseeinseln, ohne eigenes Bienenvorkommen und mit entsprechend großem Abstand zum Festland) oder Hochgebirgsbelegstellen (in isolierten Hochgebirgstälern, ohne eigenes Bienenvorkommen).

### Landbelegstellen
Landbelegstellen ermöglichen Imkern die Möglichkeit für eine züchterisch bessere Anpaarung, bei denen allerdings die Herkunft der Drohnen oft nicht zweifelsfrei ist.

### Inselbelegstellen

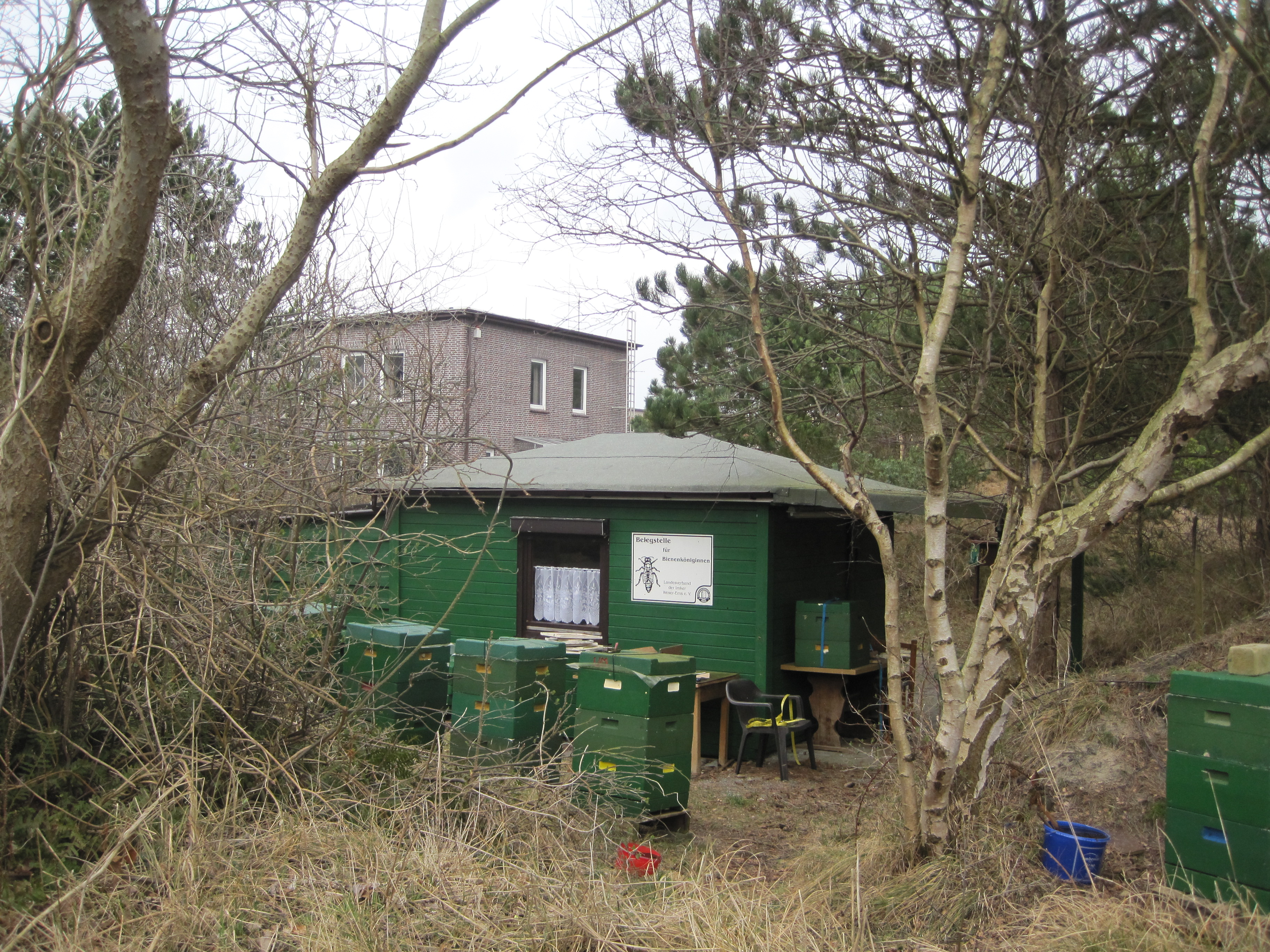
Inselbelegstelle auf der friesischen Insel Wangerooge

Inselbelegstellen sind durch ihre isolierte Lage im Meer sicherer. Zum Beispiel auf den friesischen Inseln Borkum, Baltrum, Juist, Langeoog, Norderney, Spiekeroog, Sylt und Wangerooge für die Reinzucht der Carnica-Biene respektive Langeneß und Hooge sowie in der Ostsee auf Ruden und Greifswalder Oie für die Buckfastbiene. Seit 2015 gibt es auch eine Inselbelegstelle für die Dunkle Europäische Biene (Apis mellifera mellifera) auf Nordstrandischmoor vor der nordfriesischen Küste.

### Hochgebirgsbelegstellen

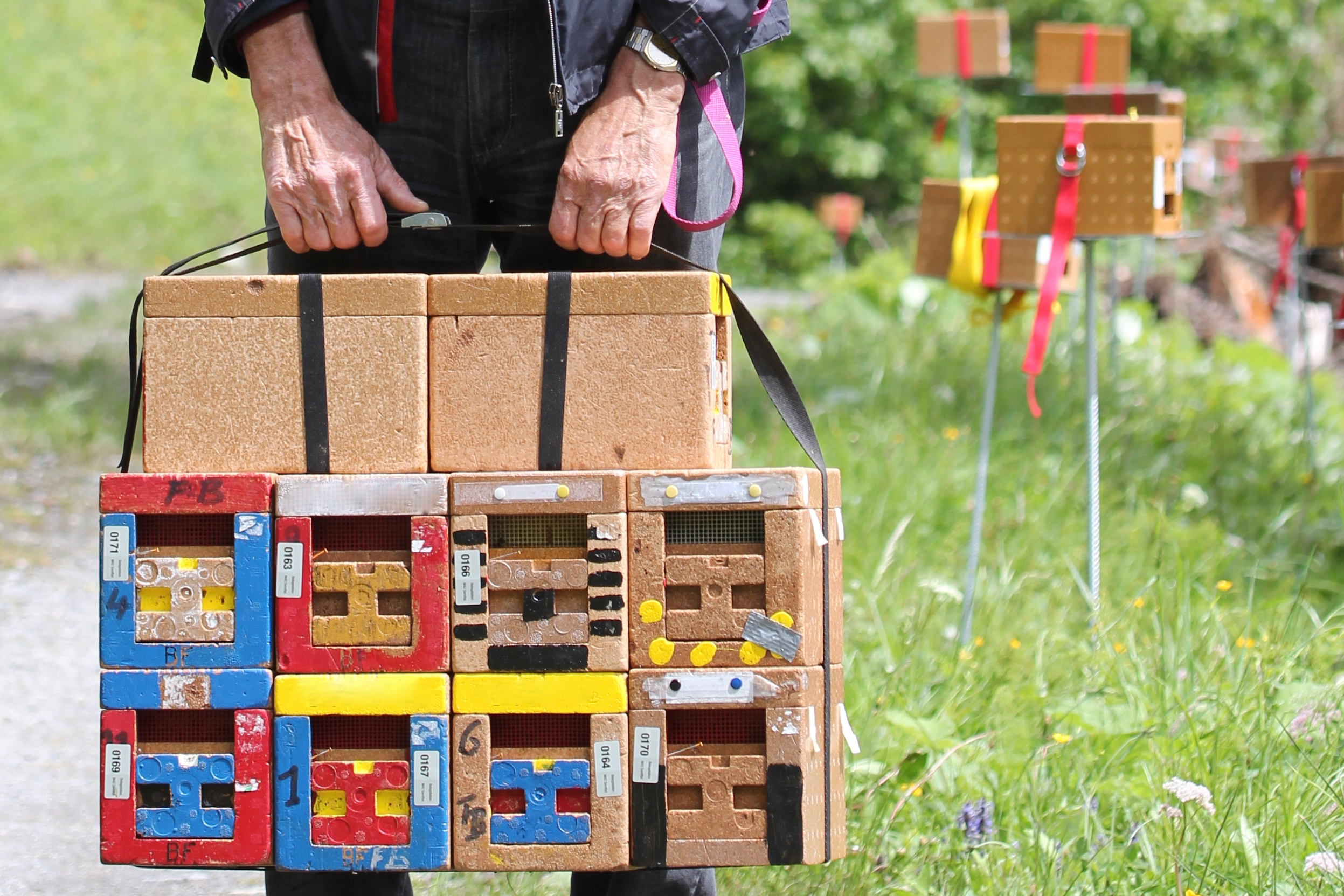
Begattungskästchen (Apidea-Kästchen) auf einer Hochgebirgsbelegstelle

Hochgebirgsbelegstellen (in der Schweiz Hochgebirgsbelegstation genannt) liegen in isolierten Tälern ohne eigenes Bienenvorkommen. Sie sind von einem mindestens sieben Kilometer breiten Schutzgürtel ohne Bienenstände umgeben. Ergänzend können außerhalb des Schutzgürtels die Bienenstände mit reinrassigen Völkern der jeweiligen Bienenrasse besetzt werden.

## Belegstellenarten nach Funktion

### Linienbelegstelle
In der Regel unterhalten Züchterringe ihre eigenen Belegstellen für Inzuchtlinien, deren reinrassigen Drohnenvölker von derselben leistungsgeprüften Drohnengrossmutter stammen. Die Selektion dieser Vaterlinien verfolgt einen Zuchtplan, der bestimmte Eigenschaften verbessern und gleichzeitig die Diversität der Inzuchtlinien möglichst breit führen soll. Auf Linienbelegstellen werden unter anderem die Königinnen für eine Ringtauschserie begattet.

### Landrassenbelegstelle
Auf Belegstellen für „veredelte Landrassen“ werden dagegen Wirtschaftsköniginnen für Bienenvölker begattet, die eine Honigernte eintragen sollen. Diese Belegstellen sind einfacher zu führen und haben nicht ganz so hohe Ansprüche, ein kleiner Anteil an Hybrid-Drohnen wird hingenommen.

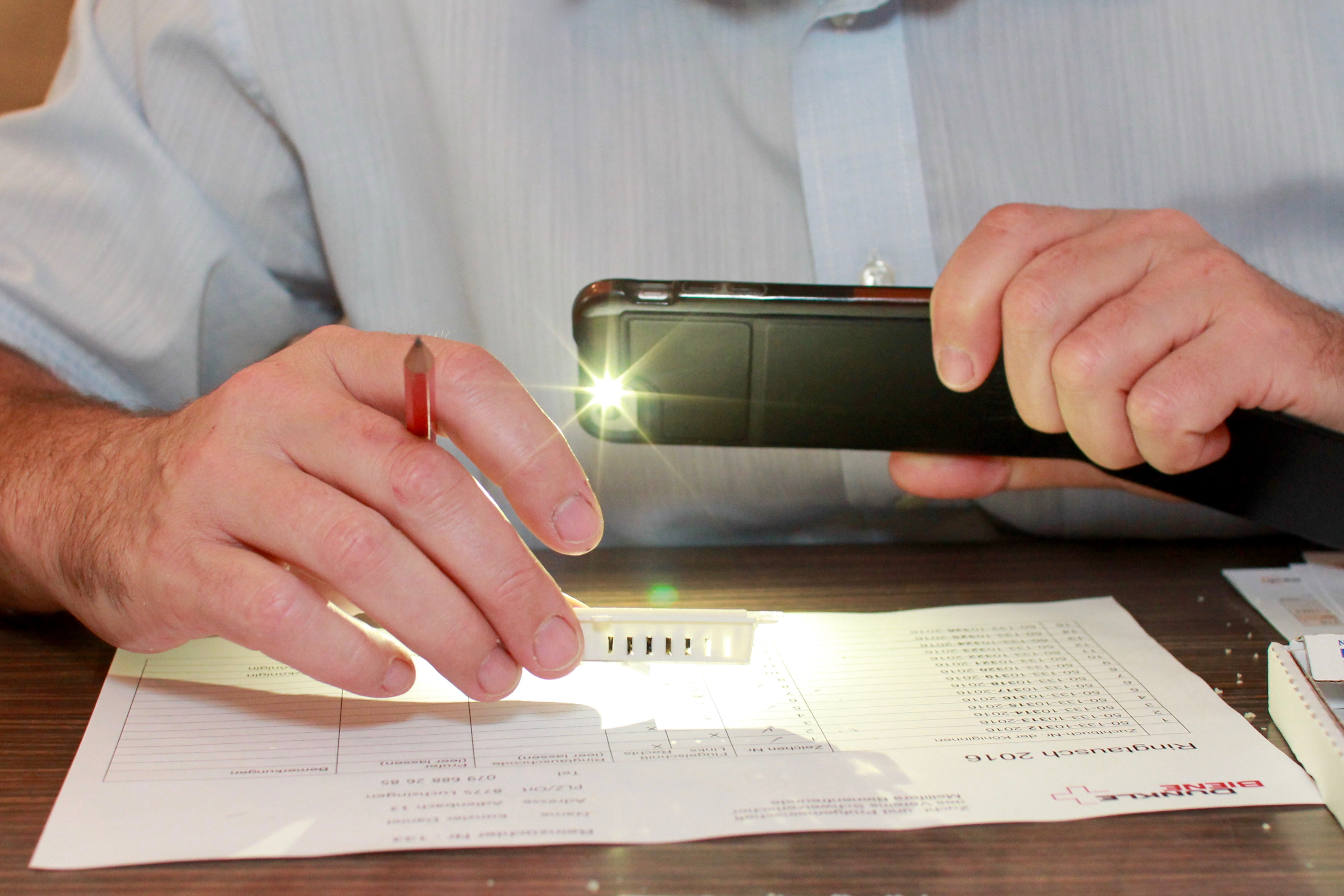
Kontrolle einer Zucht-Bienenkönigin, die auf einer Belegstelle begattet wurde.

## Belegstellen in den deutschsprachigen Ländern

### Österreich
In Österreich gibt es sichere Gebirgsbelegstellen. Eine hohe Anzahl von unsicheren Flachlandbelegstellen (Wien, Burgenland), Belegstellen mit durch Landesgrenzen verkürzten Schutzradien (Kärnten, Wien, Steiermark, Niederösterreich) und Schutzgebiete, die von den Landesregierungen nur mit Radien von 3 km verordnet wurden, scheinen problematisch.

### Schweiz
Naturgemäß sind in der Schweiz die meisten Belegstellen so genannte Hochgebirgsbelegstellen.
- Für die Mellifera-Biene wird in der Schweiz das weltweit größte Mellifera-Zuchtprogramm organisiert mit jährlich über 5000 Mellifera-Königinnen. Diese werden auf fünf Linienbelegstellen und 22 Rassenbelegstellen aufgeführt.[6]

- Für die Buckfastbiene werden jährlich über 3000 Buckfast-Königinnen auf vier Belegstellen aufgeführt.[7]

- Für die Carnica-Biene werden Königinnen auf fünf Linienbelegstellen und 17 Rassenbelegstellen aufgeführt.[8]

## Heutige Notwendigkeit
Belegstellen boten über viele Jahrzehnte die einzige Möglichkeit zur gezielten Paarung in der Bienenzucht, was mit dem besonderen Paarungsverhalten der Honigbienen zusammenhängt, siehe Hochzeitsflug, Drohnensammelplatz und Parthenogenese. Auch heute noch wird der Großteil aller gezüchteten Bienenköniginnen auf Insel- oder Hochgebirgsbelegstellen zur Begattung aufgeführt. Dazu müssen die Imker die Begattungsvölkchen zur Belegstelle bringen oder senden und nach einer erfolgreichen Begattung wieder abholen oder zurücksenden lassen.
Aus diesem Grund werden heute vor allem in Regionen ohne Inselbelegstellen oder Hochgebirgsbelegstellen die Bienenköniginnen instrumentell besamt. Dies erfordert aber einen erheblich größeren Arbeitsaufwand, eine entsprechende Fertigkeit und kostenintensive Werkzeuge wie Stereolupe, Besamungsgerät und Narkoseeinrichtung. Auch bei der  instrumentellen Besamung wird die junge Königin in einem Minivolk bis zum erfolgreichen Ergebnis (Eiablage) gehalten.